# Priestleya leiocarpa
Priestleya leiocarpa är en ärtväxtart som beskrevs av Christian Friedrich Frederik Ecklon och Carl Ludwig Philipp Zeyher. Priestleya leiocarpa ingår i släktet Priestleya och familjen ärtväxter. Inga underarter finns listade i Catalogue of Life.